# Cantone di Montceau-les-Mines
Il Cantone di Montceau-les-Mines è una divisione amministrativa dell'Arrondissement di Autun e dell'Arrondissement di Chalon-sur-Saône.
È stato costituito a seguito della riforma approvata con decreto del 18 febbraio 2014, che ha avuto attuazione dopo le elezioni dipartimentali del 2015.

## Composizione
Comprende i 2 comuni di:
- Montceau-les-Mines
- Saint-Berain-sous-Sanvignes